# Немецкие архитекторы Санкт-Петербурга
Немецкие архитекторы Санкт-Петербурга представляют собой неотъемлемую часть создателей архитектурного облика города, родным языком которых был немецкий. Их круг в отношении связей с исторической родиной, вероисповеданием, принадлежности к той или иной стилистической и культурной традиции и просто к эпохе, в которой они жили, чрезвычайно неоднороден.
Самую малочисленную их часть представляют те, кто приехал сюда на короткое время для выполнения единичного, в ряде случаев, случайного заказа. Много больше было творцов, оставшихся в городе навсегда или, по крайней мере, на достаточно долгое время. Но самую большую группу составляют те, кто являлся уроженцем Петербурга и сознавал себя русским.
С самых первых лет своего существования Петербург был задуман как интернациональный центр, использующий всё разнообразие европейских стилей. Как отметил И. Е. Грабарь, в Петербурге в содружестве русских и европейских архитекторов был поставлен и успешно осуществлён единственный в своём роде «петербургский эксперимент» во всех сферах архитектурного творчества от планомерно организованного градостроительства до его декоративного в деталях оформления и убранства помещений.
Ни в одном другом городе Европы не трудилось так много мастеров из разных стран. И немцы составляли одну из самых многочисленных групп. Вначале это были выходцы из Германии, привлекаемые льготами, представляемыми русским правительством, а также остзейцами из присоединённых к России прибалтийских земель. Затем постепенно сформировался своеобразный субэтнос — «петербургские немцы», в течение двух столетий существенно влиявший на культурный уровень города и государства в целом. По своей численности в сословии архитекторов они составляли большинство среди иностранных строителей города, а по значению — одно из первых мест. В аннотированном именном указателе, помещённом в монографии, содержится около 400 имён строителей и архитекторов Петербурга из немцев.
Вклад архитекторов из немцев отчётливо прослеживается в облике города, хотя ключевые его здания и сооружения созданы не ими. Их роль заключается в том, что во многом благодаря их трудам Петербург стал уникальным европейским городом, «похожим на многие города Европы и в то же время ни на один из них в особенности». Более того, в эпоху господства стиля эклектики именно немецкие архитекторы играли главную роль в формировании облика города.
Архитекторам из немцев, так же как и архитекторам из других стран, не была свойственна автоматическая пересадка особенностей своей национальной архитектуры на российскую почву. Хотя эти черты охотно использовались на протяжении всей истории культурных связей со странами Запада, проходя переосмысление и адаптацию к условиям российской реальности.
Николай II в ответ на вопрос о своей профессии ответил «хозяин Земли Русской». Это осознание хозяйской ответственности за всё, происходящее в стране, было в той или иной степени свойственно всем представителям императорской династии Романовых, поскольку облик столицы непосредственно влиял на авторитет империи за границей и в значительной степени определял репутацию верховной власти внутри страны.
Режим абсолютной власти самодержцев способствовал регламентации строительной деятельности. Этому особое внимание уделял ещё Пётр Великий, утвердивший чертежи типовых строений, подлежащих обязательной реализации. Было, например, установлено правило «красной линии» для размещения зданий вдоль улицы.
Значительную роль в создании имперского вида столицы сыграла Екатерина Великая, весьма решительно поддержавшая переход от барокко к классицизму.
Наконец, Николай Первый, профессиональный инженер, взял на себя личный контроль за городским строительством. При нём действовало правило, согласно которому ни один дом, предназначенный для длительного пребывания людей, не мог превышать высоты карниза Зимнего дворца. Благодаря этому правилу создан уникальный городской силуэт, обеспечивший международное признание Петербурга, как одного из красивейших городов мира. Первая попытка нарушить это правило была осуществлена Сюзором, построившим здание для компании Зингер на углу Невского проспекта и Екатерининского канала. С наступлением эпохи капитализма такие нарушения участились, хотя положение о высотности застройки продолжает существовать и поныне.
Дороговизна земельных участков, на цену которых во многом влияла необходимость проведения дорогостоящих работ по подготовке болотистого грунта под застройку, заставляла в большинстве случаев использовать площадь участка полностью. Так возник типичный облик петербургской застройки «сплошной фасадою», где дома вплотную примыкают друг к другу своими брандмауэрами. Это, в свою очередь, способствовало убеждению, что «дом — это фасад».
В отличие от жилой и представительской застройки, для зданий промышленного назначения специальным положением отменялись какие-либо ограничения на высоту зданий. Тенденция выведения производства за пределы города стала проявляться весьма рано, и в Екатерининское время была предметом активной деятельности Комиссии каменного строения, возглавляемой И. И. Бецким.
Архитектурной доминантой городской застройки в большинстве случаев был храм. Собственно инославные храмы, в которых служба велась на основе отличающегося от православия ритуала, появились уже в первые годы основания города, но большинство из них было построено в XIX веке. Перед октябрьским переворотом их число составляло около 13 процентов от общего числа храмов. При этом разнообразие храмов в Петербурге было значительно большим, чем в любом ином русском городе

## Эволюция представления об архитектурном стиле
Уже в глубокой древности, когда строительство помещений преследовало чисто утилитарную цель защиты от природных факторов и любых внешних опасностей, возникла тенденция отношения к архитектуре как искусству.
В средневековой архитектуре взаимоотношение между полезным и прекрасным представляло собой неделимое единство противоположных начал. В результате конструктивные элементы, являющиеся полезными функционально, создавали одновременно и художественно-выразительный эффект.
Архитектура Нового времени, в рамках которого целиком укладывается эпоха строительства Петербурга, начала с противопоставления формы здания его конструкции. Форма не подчинялась пространственно-планировочному плану внутреннего объёма, который просто вписывается во внутрь. Она задавалась изначально. Более того, всё, что может выразить утилитарное предназначение здания, считалось низким, недостойным искусству и подлежащим сокрытию, а здание становилось созданным на разумных началах миром, противостоящим окружающему хаосу. Сама же форма выступала в качестве средства выражения системы идей, которая несла в себе черты общественного сознания, которые конкретная эпоха считала достойным воплощения в первую очередь. Их материальным выразителем и стал архитектурный стиль.
Вместе с тем прогресс в области технологии, создающий новые потребности и средства их удовлетворения, влиял на эстетические и бытовые потребности общества, что является причиной смены архитектурных стилей.
Со временем с развитием строительной техники менялось отношение к проблеме тектоники, то есть логичности связи между формой и конструкцией.
Начало строительства в Петербурге пришлось на эпоху, в которой, благодаря выделению техники в самостоятельную область, свойственное более ранним эпохам единство искусства и техники (которая, тем не менее, продолжала оказывала влияние на архитектурные формы) было нарушено.(«Не будь техники, не было бы ни Парфенона, ни готики»).
История смены стилей в архитектуре строительства в Петербурге служит иллюстрацией постепенного восстановления этого единства и подготовки почвы для архитектуры современности. Сейчас строительная техника достигла такого уровня, что открылись кажущиеся неограниченными возможности для творчества, не укладывающегося в какую-либо твёрдую общую систему.

## Неоднозначность атрибуции по авторству, стилю и дате
Архитекторы Петербурга любой национальной принадлежности в ряде случаев работали совместно, а построенные ими здания неоднократно перестраивались. Это делает атрибуцию авторства постройки весьма неоднозначной и нередко в разных авторитетных источниках создателем одного и того же здания называют разных зодчих.
Перестройка и переоборудование зданий под вкусы эпохи или нового владельца на всём протяжении городской истории происходила весьма часто. В связи с этим атрибуция авторства того или иного здания весьма затруднена. При этом нередко архитекторы заимствовали отдельные элементы у своих коллег, что вело к смешению стилей и разнообразию во мнениях историков архитектуры по принадлежности постройки к тому, или иному стилю.
В процессе этих перестроек облик здания и его интерьера нередко менялся, и потому его причисление к тому или иному архитектурному стилю также затруднено. Что усложняется и тем, что архитектор, исходя из собственных и заказчика интересов и пожеланий, как правило, весьма вольно обращался с заимствуемыми из разных стилей характерными чертами постройки. «Разумный выбор» был одним из наиболее часто используемых строительных принципов.
Для описания творчества архитекторов Петербурга, происходящих из немецкой среды, применяется его классификация по виду наиболее характерному для каждого из них архитектурного стиля. Хотя в работах многих из них наблюдаются обращения к стилям прошлых времён. В ряде случаев, наоборот, архитектору удаётся предвосхитить черты архитектуры будущего.
Поэтому используемая здесь классификация достаточно условна, и эта условность увеличивается по мере обогащения мирового опыта строительства в ходе истории.
Применённая здесь хронология не является единственно возможной. Так, в юбилейном издании, посвященным 200-летию Санкт-Петербурга история архитектуры представлена следующим образом:
- Петровское барокко (первая четверть 18 века)
- Позднее барокко (вторая четверть 18 века)
- Ранний классицизм (третья четверть 18 века)
- Классицизм (последняя четверть 18 века)
- Поздний классицизм и эклектика (первая половина 19 века)

Через 100 лет книга была переиздана к 300-летнему юбилею, но принятая хронология не претерпела изменений.
В используемой здесь монографии принята такая классификация:
Барокко
- Киршенштейн, Вильгельм Адам (? −1705)
- Конрад, Кристоф (1670-е — ?)
- Шлютер, Андреас (1660—1714)
- Маттарнови, Георг Иоганн (? — 1719)
- Браунштейн, Иоганн Фридрих (даты жизни неизвестны)
- Швертфегер, Леонард Теодор (около 1680 -?)
- Шедель, Иоганн Готтфрид (около 1680 −1752)
- Шумахер, Иоганн Якоб (1701 −1767)
- Бланк, Иван Яковлевич (1708? — 1745)
- Гофман, Мартин Людвиг (1714—1788)
- Вист, Александр Францевич (1722—1794?)

Классицизм
- Фельтен, Юрий Матвеевич (1730—1801)
- Шпекле, Карл Иоганн (1731 или 1734—1796)
- Лем, Иван Михайлович (1738 −1810)
- Паульсен, Готлиб Христофорович (1747 −1814)
- Штауберт, Александр Егорович (1780 −1843)
- Треттер, Вильгельм фон (1788 −1859)
- Анерт, Эдуард Христианович (1790 −1848)
- Мейер, Христиан Филиппович (1789 −1848)

Ранняя эклектика
- Шинкель, Карл Фридрих (1781 −1841)
- Кленце, Лео фон (1784 −1864)
- Тон, Константин Андреевич (1794 −1881)
- Брюллов, Александр Павлович (1798—1877)
- Пель, Александр Христофорович (1809 −1902)
- Штакеншнейдер, Андрей Иванович (1802 −1865)
- Боссе, Гаральд Андреевич (1812 −1894)
- Кольман, Александр Карлович (1812 −1869)
- Шрейбер, Владимир Андреевич (1817 −1900)
- Кракау, Александр Иванович (1817 −1888)
- Генрихсен, Роман Романович фон (1818 −1883)
- Бонштедт, Людвиг Людвигович (1822 −1885)
- Петцольд, Август Васильевич (1823 или 1824—1891)
- Шмидт, Эдуард Яковлевич (1822−1880)

Зрелая эклектика
- Бернгард, Рудольф Богданович (1819−1887)
- Гиппиус, Карл Густавович (1833—1880)
- Гиппиус, Отто Густавович фон (1826−1883)
- Гримм, Давид Иванович (1823−1898)
- Штром, Иван Васильевич (1823—1887)
- Пуншель, Фёдор Карлович (1822—1893)
- Стуккей, Вениамин Егорович (1823−1898)
- Брюлло, Николай Фёдорович фон (1826−1885)
- Рахау, Карл Карлович (1830—1880)
- Юргенс, Эммануил Густавович (1827—1880)
- Геккер, Василий Фёдорович фон (1828−1902)
- Гедике, Роберт Андреевич (1829−1910)
- Бульмеринг, Карл Карлович (1820—1888)
- Мерц, Иван Александрович (1834—1876)
- Гешвенд Александр Романович (1833−1905)
- Кенель, Василий Александрович (1834 −1893)
- Шретер, Виктор Александрович (1839—1901)
- Китнер, Иероним Севастьянович (1839 −1929)
- Гун, Андрей Леонтьевич (1841—1924)
- Шрейбер, Пётр Павлович (1841−1903)
- Месмахер, Максимилиан Егорович (1842—1906)
- Аккерман, Август Иванович (1837—1903)
- Рейнбольд, Анастасий Иванович (1847−1906)
- Бернгард, Вильгельм Рудольфович (1856—1909)

Модерн, неоклассицизм, функционализм
- Марфельд, Роберт Робертович (1852 −1921)
- Гоген, Александр Иванович фон (1856 −1914)
- Мельцер, Роман Фёдорович (1860 −1943)
- Шауб, Василий Васильевич (1861—1934)
- Гимпель, Александр Александрович (1859 −1922)
- Виррих, Эрнест Францевич (1860 — после 1949)
- Кригер, Роман Иванович (1863 −1935)
- Голи, Густав Густавович фон (1861 −1920 или конец 1920-х)
- Гримм, Герман Давидович (1865 −1942)
- Шмидт, Карл Карлович (1866—1945)
- Шене, Василий Иванович (1867 — после 1934?)
- Баумгартен, Евгений Евгеньевич фон (1866—1919)
- Китнер, Максимилиан Иеронимович (1868—1942)
- Маккензен, Карл Эрнестович (даты жизни неизвестны)
- Постельс, Фёдор Фёдорович (1873 −1960)
- Густавсон,  Эрих Александрович (1874 -?)
- Нидермейер, Андрей Фёдорович (1876 -?)
- Коллинс, Владимир Эдуардович (1876—1951)
- Беренс, Петер (1868—1940)
- Мендельсон, Эрих (1887—1953)

1. 1 2 3 4 5 6  Кириков Б. М., Штиглиц М. С. Петербург немецких архитекторов. — СПб.: Чистый лист, 2002. — ISBN 5-901528-04-2.
2. ↑  Санкт-Петербург, Петроград, Ленинград: Энциклопедический справочник. — Большая Российская Энциклопедия, 1992. — ISBN 5-85270-037-1
3. ↑  Штиглиц М. С. Промышленная архитектура Петербурга. — 2-е изд., испр. доп. — СПб.: Журнал «Нева», 1996. — 132 с. ISBN 5-87516-049-7
4. 1 2 3  Авсеенко В. Г. История города С.-Петербурга в лицах и картинках: Исторический очерк. — С.-Петербургская городская дума, 1903; Сотис, 1993; Пересветъ, 1993 ISBN 5-85503-087-3
5. ↑  Немцы в России: Русско-немецкие научные и культурные связи. — СПб.: Дмитрий Буланин, 2000. ISBN 5-86007-248-1
6. ↑  Немцы в Санкт-Петербурге (XVIII—XX века): биографический аспект. — СПб., 2002. ISBN 5-88431-074-9
7. ↑  Николаева Т. И. Виктор Шретер. — Л.: Лениздат, 1991. — 237 с. ISBN 5-289-00776-8
8. ↑  Петрова Т. А. Андрей Штакеншнейдер. — Л.: Лениздат, 1978.
9. 1 2  История русской архитектуры: Учебник для вузов / Под общей ред. Ю. С. Ушакова. — 2-е изд. — СПб.: Стройиздат, 1994. — 600 с. ISBN 5-274-00728-7
10. ↑  Даже при легкомысленной Екатерине Первой была учреждена Академия Наук, целью которой было проведение научных исследований, а также использование её в качестве учебного заведения. В Академии преобладали немцы. А не вышедший из подросткового возраста Пётр Второй подписал распоряжение о возвращении бежавших из Петербурга лиц торгового и ремесленного звания с жёнами и детьми и взятии у них подписки под страхом лишения имущества и ссылки на каторгу о не выезде без особого на то обоснования.
11. ↑  Штиглиц М. С. Промышленная архитектура Петербурга. — Санкт-Петербургская типография № 1 РАН, 1996. ISBN 5-87516-049-7
12. ↑  Антонов В. В., Кобак А. В. Святыни Санкт-Петербурга. Историко-Церковная энциклопедия в трёх томах. — СПб.: Изд-во Чернышева, 1995. − Т. 3. — 392 с. ISBN 5-85555-030-6 (ошибоч.)
13. ↑  Кириченко Е. И. Русская архитектура 1830—1910 годов. — М.: Искусство, 1982.
14. ↑  Примером вопиющего нарушения тектоники является Дворец дожей, в котором массивная стена покоится на жидкой сквозной аркаде
15. 1 2  Зигель К. Структура и форма в современной архитектуре. — М.: Стройиздат, 1964.